# Sascha van Zelst
Sascha van Zelst (Soesterberg, 30 mei 1995) is een voormalig profvoetbalspeelster uit Nederland. Ze speelde als verdediger voor Telstar in de Vrouwen Eredivisie. In 2023 besloot ze een punt te zetten achter haar profcarrière.

## Carrière
Sacha van Zelst speelde jarenlang voor SV Saestum in Zeist. Hier wist ze drie keer landskampioen te worden. In de zomer van 2022 verruilde Van Zelst SV Saestum voor VVK/Telstar, dat in het seizoen 2022/23 terugkeerde in de Vrouwen Eredivisie.
Op 18 september 2023 maakte Van Zelst haar debuut voor Telstar in de Vrouwen Eredivisie in een uitwedstrijd tegen ADO Den Haag door in de basis te starten. Van Zelst kwam alle 20 wedstrijden dat seizoen van Telstar in actie en had in elke wedstrijd een basisplaats.
Op 1 mei 2023 kondigde Van Zelst aan te gaan stoppen met voetballen.

## Statistieken
| Seizoen | Club    | Competitie         | Competitie | Competitie | Beker | Beker | Overig | Overig | Totaal | Totaal |
| Seizoen | Club    | Competitie         | Wed.       | Dlp.       | Wed.  | Dlp.  | Wed.   | Dlp.   | Wed.   | Dlp.   |
| ------- | ------- | ------------------ | ---------- | ---------- | ----- | ----- | ------ | ------ | ------ | ------ |
| 2022/23 | Telstar | Vrouwen Eredivisie | 20         | 0          | 1     | 0     | 0      | 0      | 21     | 0      |
| Totaal  | Totaal  | Totaal             | 20         | 0          | 1     | 0     | 0      | 0      | 20     | 1      |

Bijgewerkt t/m 18 februari 2024.